# 오쿠야마 마사유키
오쿠야마 마사유키(일본어: 奥山 政幸, 1993년 7월 28일 ~ )는 일본의 축구 선수이다.

## 구단 경력
그는 2016년부터 J리그의 레노파 야마구치 FC, FC 마치다 젤비아에서 뛰었다.